# Roberto Figueiredo
Roberto Martins Figueiredo (Ribeirão Preto, 23 de outubro de 1954) é um biomédico brasileiro, conhecido como Dr. Bactéria ao participar do quadro Tá limpo do programa Fantástico. Na série, ele falava dos perigos microscópicos que se escondem no cotidiano, esclarecendo dúvidas sobre contaminação de alimentos, higiene, saúde pública e temas relacionados.
É graduado pela Universidade Santo Amaro (UNISA) e especializado em Saúde Pública e em marketing pela Fundação Getúlio Vargas (FGV) e em Engenharia da Qualidade pela Universidade de São Paulo (USP).

## Televisão
Regular
- Programa do Jô
- Fantástico
- Vem Pra Cá

Entrevistas
- 2018: Programa do Porchat[3]
- 2019: The Noite com Danilo Gentili[4]

## Livros
Roberto Figueiredo é autor dos seguintes livros:
- Guia prático para evitar doenças veiculadas por alimentos - PRP (Editora Manole);
- Programa de redução de patógenos (Editora Manole, 2002);
- As armadilhas de uma cozinha (Editora Manole, 2002);
- Padrões e procedimentos operacionais de sanitização (Editora Vida e Consciência, 1999)